# Foxia
Foxia (лат.) — род песочных ос из подсемейства Bembicinae (триба Nyssonini). Неарктика и Неотропика (от США до Аргентины). Известно около 10 видов.

## Описание
Мелкие осы. Метасомальные сегменты с двойной окантовкой, большинство стернальных сегментов зубчатые или резко угловатые латерально. Вершина заднего бедра простая, без выступа. Вторая рекуррентная жилка переднего крыла заканчивается на субмаргинальной ячейке III. Задняя поверхность задних голеней гладкая, только с волосками и щетинками. Средние голени самца с двумя шпорами. Переднее крыло с 3 субмаргинальными ячейками. Птеростигма передних крыльев значительно меньше субмаргинальной ячейки II, медиальная жилка передних крыльев расходится перед cu-a. Метасомальный стернум I базально с двойным килем. Относится к трибе Nyssonini Handlirsch, 1925 и подтрибе Nyssonina Handlirsch, 1925. Биология неизвестна.
- Foxia cuna Pate, 1938
- Foxia deserticola Fritz, 1959
- Foxia divergens (Ducke, 1903)
- Foxia garciai Fritz, 1972[5]
- Foxia martinezi Fritz, 1972[5]
- Foxia navajo Pate, 1938
- Foxia pacifica Ashmead, 1898
- Foxia pirita Fritz, 1972[5]
- Foxia secunda (Rohwer, 1921)
- Foxia tercera Fritz, 1972[5]